# Monique Gallimard
Monique Gallimard est une  parachutiste française.
Elle remporta le 4e championnat du monde de parachutisme en catégorie précision d'atterrissage aérien individuel féminin, en 1960 à Sofia.
Elle fut lauréate du Prix Monique Berlioux de l'Académie des sports (meilleure sportive française de l'année) en 1960 pour cet exploit sportif.